# Игуман Серафим (Живковић)
Серафим Живковић (Пирот, 20. април 1965) српски је протосинђел и старешина Манастира Дивљане.

## Биографија
Протосинђел Серафим (Живковић) рођен је 20. априла 1965. године у Пироту, од побожних родитеља.
Основно школу завршио је у Пироту, 1977. године, а дипломирао је на Технолошко-металуршком факултету Универзитета у Београду 20. маја 1982. године. Замонашен је 2. октобара 2006. године у Манастиру Дивљане, од стране епископа нишкога Иринеја Гавриловића, добивши име Серафим.
Након упокојења игумана Тимотеја (Ђорђевића), 20. марта 2008. године одлуком епископа Иринеја, проиведен је у чин игумана Манастира Дивљане.